# Laguna anaerobia

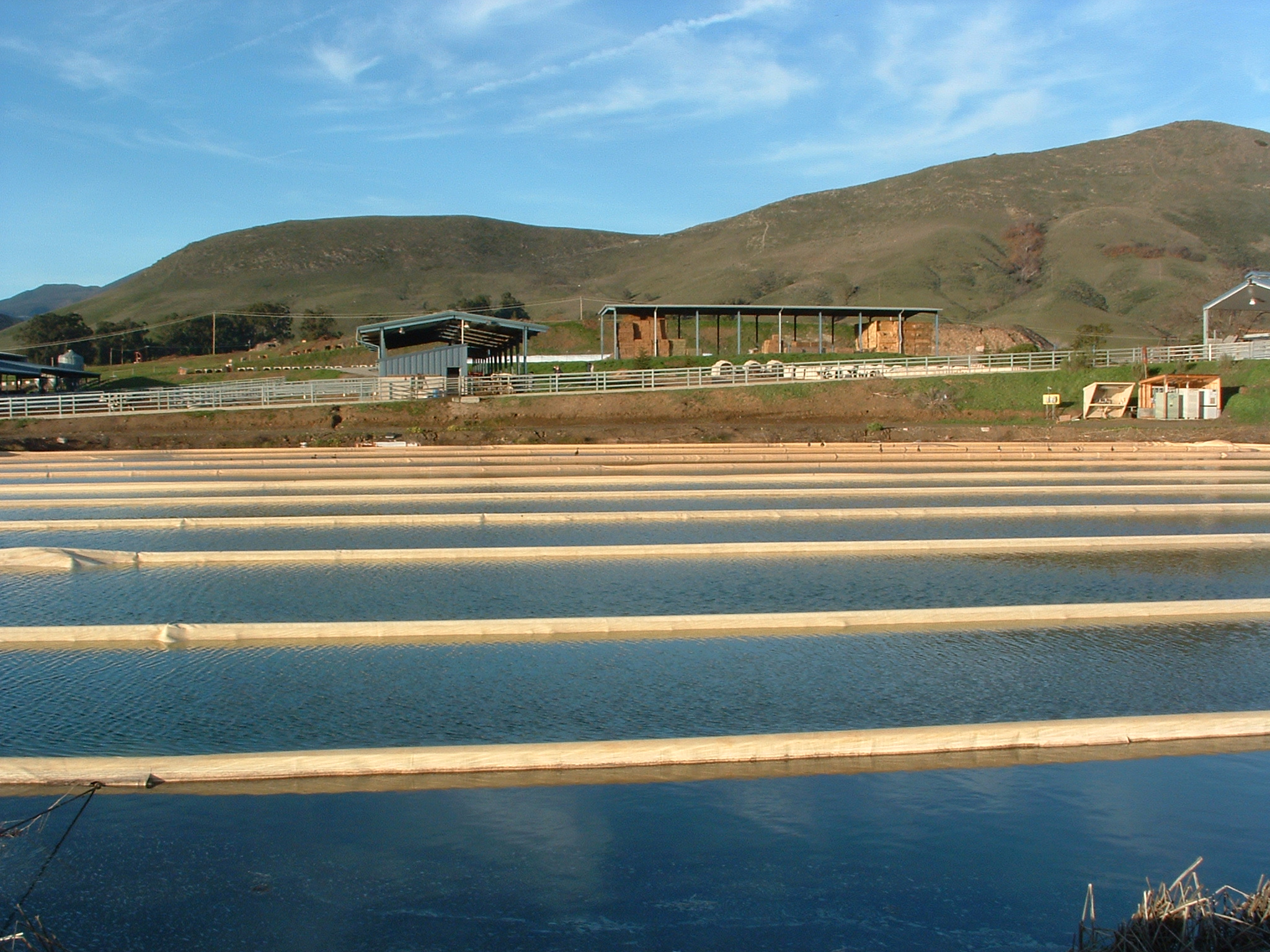
Vista de la laguna anaeróbica en la lechería de la Universidad Politécnica Estatal de California, San Luis Obispo.

La laguna anaeróbica o laguna anaerobia es un biorreactor que combina la sedimentación de sólidos y su acumulación en el fondo, con la flotación de materiales del agua residual en la superficie y con biomasa activa suspendida en el agua residual o adherida a los lodos sedimentados y a la nata flotante. 
El tratamiento anaerobio de aguas residuales supone la descomposición de la matrería residual en ausencia de oxígeno molecular, solamente mediante el concurso de bacterias anaerobias mediante las cuales la materia orgánica es estabilizada transformándose en dióxido de carbono (CO2)  y metano (CH4), principalmente, aunque también se forman otros gases como sulfuro de hidrógeno, amoniaco e hidrógeno. Su principal aplicación es la digestión de los fangos de las aguas residuales domésticas, aunque en ciertos casos y bajo determinadas condiciones, este tipo de tratamiento también es útil para algunos residuos industriales. Las lagunas anaerobias se utilizan normalmente como primera fase en el tratamiento de aguas residuales urbanas o industriales con alto contenido en materia orgánica biodegradable, llevando a cabo una primera reducción de contenido en sólidos y materia orgánica del agua residual. Por esta razón, las lagunas anaerobias operan en serie con lagunas facultativas y de maduración. Generalmente se utiliza un sistema compuesto por al menos una laguna de cada tipo en serie, para asegurar que el efluente final de la planta depuradora va a poseer una calidad adecuada durante todo el año (tratamiento de aguas residuales por lagunaje).

## Morfología

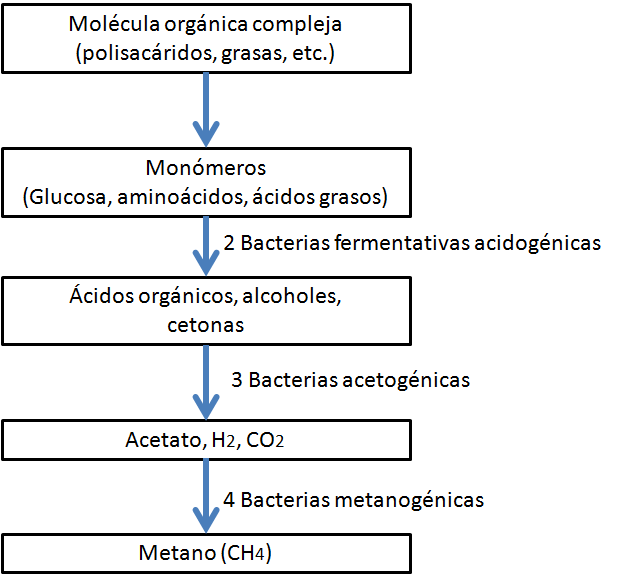
Figura 1. Digestión anaerobia de la materia orgánica

Generalmente las lagunas anaerobias son abiertas a la atmósfera, pero pueden también estar cubiertas para recoger el metano producido o para controlar la emisión de olores. Aunque existe una transferencia atmosférica de oxígeno en la capa superior de una laguna anaerobia abierta la laguna recibe cargas orgánicas altas que hacen que su contenido sea mayoritariamente anaerobio y sin crecimiento de algas que produzcan oxígeno. Los gases producidos en la descomposición anaerobia tienen una acción mínima de mezcla: La laguna anaerobia permite, por lo tanto, obtener la sedimentación de los sólidos sedimentable del afluente y la acumulación de material flotante. Tanto el lodo asentado como el material flotante proveen área superficial para el crecimiento microbiano, con el incremento obvio de la edad de lodos sobre el tiempo de retención hidráulica. 
Las lagunas anaerobias se construyen de acuerdo con una de las dos concepciones básicas siguientes:  
1. Lagunas de gran tamaño, poca profundidad y tiempos de residencia del agua residual medios. Esta morfología suele ser la habitual en Australia.
2. Lagunas pequeñas, pero de mayor profundidad  y tiempos cortos de residencia. Este diseño es el habitual , especialmente como primera fase de la depuración por lagunaje o por algún otro método de tratamiento.

Los factores que hay que tener en cuenta al proyectar una laguna anaerobia son fundamentalmente los aspectos de conservación del calor, sedimentación de materia en suspensión y almacenamiento de fangos. Considerando los mecanismos responsables de la degradación anaerobia y las variables ambientales que influyen sobre ellos, la morfología más apropiada es la descrita en el punto 2. Este diseño, al tener menor superficie y mayor profundidad permite una mayor estabilidad térmica, pues la superficie expuesta a intercambios de calor con la atmósfera  es muy reducida y si se construyen con taludes de tierra laterales, estos proporcionan un adecuado sistema de aislamiento para prevenir el enfriamiento excesivo del agua durante el invierno. De hecho, en lagunas anaerobias que operan en España, se han registrado temperaturas medias del agua a la salida de estas lagunas tan solo 1-2 °C por debajo del agua residual entrante durante los meses de invierno. Además, este tipo de diseño restringe la oxigenación en superficie a la vez que favorece la concentración de los fangos en el fondo, evitando, en gran medida la flotación de los fangos. En lagunas profundas (profundidad superior a 2,5 m.) el fango se acumula en el fondo, donde se produce su mineralización en condiciones anaerobias. 

## Principios de funcionamiento
La descomposición bacterial de la materia orgánica en una laguna anaerobia se puede representar por la reacción clásica de Chongrak Polprasert:
{\displaystyle {\ce {{Materia Orgánica}+ {Bacterias Anaerobias}-> CH4 + CO2 + H2 + NH3 + H2S}}}
En la laguna anaerobia, como en los digestores anaerobios de lodos, probablemente dominan las bacterias anaerobias estrictas y facultativas como las Bacteroides, Bafidobacterium, Clostridium, Lactobacillus, Streptococus. La actividad sinergética de los diferentes grupos de bacterias involucradas en la digestión anaerobia de la materia orgánica se puede representar en la figura 1.
Los microorganismos causantes de la descomposición de la materia orgánica suelen llevar a cabo el proceso de estabilización en dos fases. Una primera fase, en la que se hidroliza y fermenta la materia orgánica de mayor complejidad convirtiéndola en ácidos orgánicos de cadena corta mientras que en una segunda fase, otros microorganismos convierten los ácidos orgánicos de la fase anterior en moléculas sencillas como gas metano y dióxido de carbono.
La fase de hidrólisis de las moléculas orgánicas complejas es un proceso lento realizado mediante enzimas extracelulares y puede ser un factor limitante del proceso de estabilización. Estas bacterias fermentativas denominadas acidogénicas (formadoras de ácidos) son las responsables de producir ácidos orgánicos (acético, propiónico, butírico, fórmico, láctico), alcoholes y cetonas) y no son estrictamente anaerobias, puduendo actuar como bacterias facultativas. Las bacterias acetogénicas como la sytrobacter wolinii y la sytrophomonas wolfei producen acetato, H2, y CO2, que sirven como sustrato para las bacterias metanogénicas (formadoras de metano), que sí son estrictamente anaerobias.
Las bacterias acetogénicas requieren un presión parcial de hidrógeno baja para que haya una buena producción de acetato y de metano. Si la presión parcial de H2 es alta, la conversión a acetato es baja y la descomposición se inclina hacia la formación de ácido propiónico (CH3CH2COOH), ácido butírico (CH3CH2CH2COOH) y etanol, reduciendo la producción de metano. La conversión de etanol, ácido propiónico y ácido butírico por las bacterias acetogénicas se representa en las siguientes reacciones:
{\displaystyle {\ce {CH3-CH2OH + O2 -> CH3-COOH + H2O}}} 

{\displaystyle {\ce {CH3-CH2-COOH + 2H2O -> CH3-COOH + CO2 + 3H2}}} 

{\displaystyle {\ce {CH3-CH2-CH2-COOH + 2H2O -> 2CH3COOH + 2H2}}}
Las bacterias acetogénicas crecen mucho más rápido que las metanogénicas, aproximadamente 25 veces más rápido. Las metanogénicas se desarrollan lentamente en aguas residuales, su tiempo de generación oscila entre 3 días a 35 °C y hasta 50 días a 10 °C. Las metanógenas hidrogenotrópicas convierten hidrógeno (H2) y dióxido de carbono (CO2) en metano, ayudando a mantener una presión parcial de H2 baja: las metanógenas acetotróficas o acetoclásticas convierten acetato en metano y dióxido de carbono.
{\displaystyle {\ce {CH2-COOH -> CH4 + CO2}}}
Además de las bacterias que transforman y estabilizan la materia orgánica hidrocarbonada, existen otros muchos grupos de bacterias facultativas y anaerobias capaces de trasformar la materia orgánica con diferentes heteroátomos, como el azufre o el nitrógeno presentes en la materia de origen proteico. También, en condiciones anaerobias, existen bacterias como el desulfovibrio que son capaces de reducir los iones SO42- a iones S2- o H2S. La producción anaerobia de H2S puede promover el crecimiento de las bacterias púrpuras del azufre (Chromatium, Thiocapsa, Thiopedia) e introducir color rojo o rosado en el agua. Otras bacterias, denominadas desnitrificantes, reducen el nitrato, NO3- a nitrógeno gaseoso, N2.  

## Ventajas y desventajas del sistema
| Ventajas | Desventajas                                                           |
| Tasa baja de síntesis celular y por consiguiente poca producción de lodos.                                                                   | Para obtener grados altos de tratamiento requiere temperaturas altas. |
| El lodo producido es razonablemente estable y puede secarse y disponerse por métodos convencionales.                                         | El medio es corrosivo                                                 |
| No requiere oxígeno, por lo tanto usa poca energía eléctrica y es especialmente adaptable a aguas residuales de alta concentración orgánica. | Tiene riesgos de salud por H2S.                                       |
| Produce metano el cual puede ser útil como energético. El metano tienen un valor calórico de aproximadamente 36,500 kJ/m3                    | Exige un intervalo de operación de pH bastante restringido            |
| Tiene requerimientos nutricionales bajos | Requiere concentraciones altas de alcalinidad                         |
| - | Es sensible a la contaminación con oxígeno.                           |
| - | Puede presentar olores desagradables por H2S, ácidos grados y amidas, |

## Operación y mantenimiento de las lagunas anaerobias
Las lagunas tienen requerimientos operacionales y de mantenimiento mínimos que, sin embargo, deben revisarse y cumplirse periódicamente, por el operador, con el objetivo de eliminar los problemas que frecuentemente se presentan en este tipo de plantas. Con el fin de mantener el sistema de tratamiento anaerobio en correcto funcionamiento, los microorganismos formadores de ácidos y los formadores de metano deben hallarse en un estado de equilibrio dinámico, evitando que proliferen unos en detrimento de los otros. Para ello, el reactor o la laguna deberá mantenerse a un pH entre 6,6 y 7,6, ya que las bacterias formadoras de metano se inhiben a pH ligeramente ácido, dejando de  actuar cuando el pH desciende de 6,2. Igualmente, para mantener la actividad de las bacterias, la temperatura no puede ser muy baja. Muchas de las bacterias implicadas en la estabilización anaerobia son de tipo mesófilo, por lo que se muestran activas a temperaturas próximas a los 30 °C. También pueden intervenir bacterias termófilas, con temperaturas de actividad próximas a los 50 °C.